# Sinh học phát triển
Sinh học phát triển hay sinh trưởng học là một ngành của sinh học tập trung nghiên cứu những quá trình chuyển hoá và tương tác giữa các nhóm tế bào khác nhau trong quá trình sinh trưởng và phát triển của sinh vật đa bào. Ngày nay, sinh học phát triển tập trung nghiên cứu các hoạt động sinh hoá, di truyền liên quan đến quá trình sinh trưởng tế bào, biệt hoá tế bào (cellular differentiation), và tạo hình cơ thể (morphogenesis), hay là quá trình tạo ra các mô, cơ quan, hệ cơ quan, tái sinh và lão hoá.

## Hình ảnh

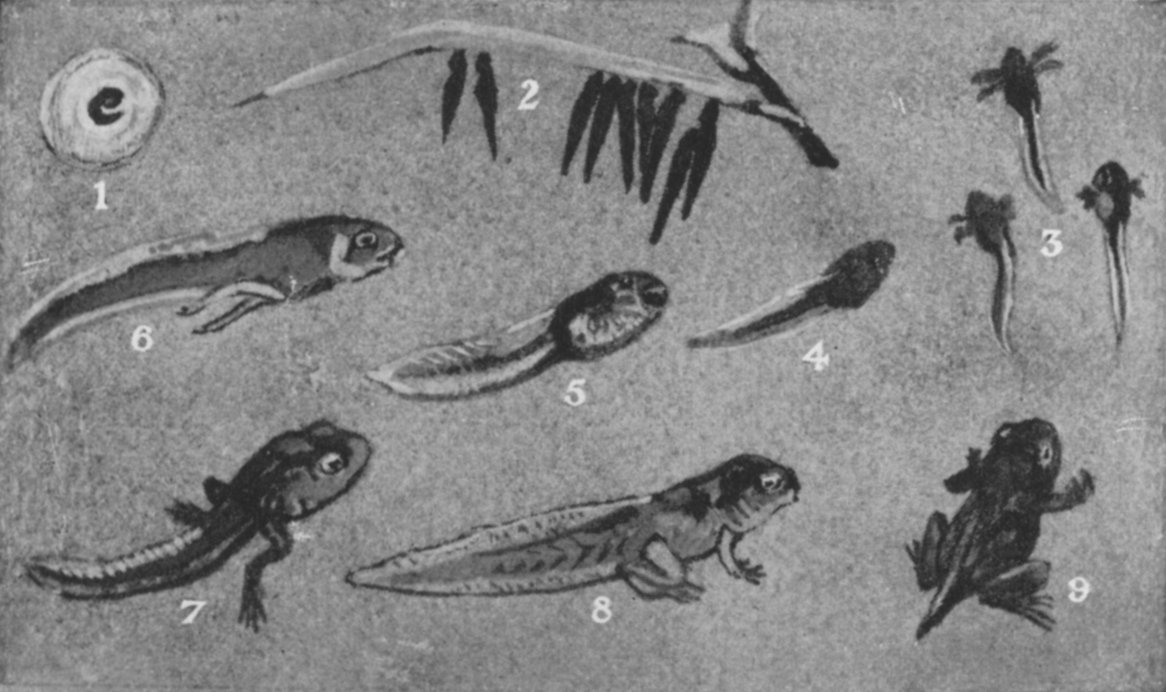